# Grand Prix Turecka 2006
II Petrol Ofisi Turkish Grand Prix
- 27. srpen 2006
- Okruh Istanbul
- 58 kol x 5,338 km = 309 356 km
- 764. Grand Prix
- 1. vítězství Felipe Massi
- 189. vítězství pro Ferrari

Trofej pro vítězného Felipe Massu předával prezident Severokyperské Turecké Republiky Mehmet Ali Talat. Fernando Alonso převzal cenu z rukou prezidenta Union of Chambers & MSO Rifata Hisarcikliogulu. Michael Schumacher převzal cenu pro třetího v cíli od Murata Yalçintase zástupce ASN. Vítěznému týmu Ferrari předal cenu zástupce Petrol Ofisi Hanzade Dogan.

## Výsledky
| Pozice | Jezdec               | Vůz               | Čas         |
| ------ | -------------------- | ----------------- | ----------- |
| 1      | Felipe Massa         | Ferrari 248 F1    | 1:28'51.082 |
| 2      | Fernando Alonso      | Renault R26       | á 0:05.575  |
| 3      | Michael Schumacher   | Ferrari 248 F1    | á 0:05.656  |
| 4      | Jenson Button        | Honda RA106       | á 0:12.334  |
| 5      | Pedro de la Rosa     | McLaren MP4/21    | á 0:45.908  |
| 6      | Giancarlo Fisichella | Renault R26       | á 0:46.594  |
| 7      | Ralf Schumacher      | Toyota TF106      | á 0:59.337  |
| 8      | Rubens Barrichello   | Honda RA106       | á 0:60.034  |
| 9      | Jarno Trulli         | Toyota TF106      | á 1 kolo    |
| 10     | Mark Webber          | Williams FW28     | á 1 kolo    |
| 11     | Christian Klien      | Red Bull RB2      | á 1 kolo    |
| 12     | Robert Kubica        | BMW Sauber F1.06  | á 1 kolo    |
| 13     | Scott Speed          | Torro Rosso STR01 | á 1 kolo    |
| 14     | Nick Heidfeld        | BMW Sauber F1.06  | á 2 kola    |
| 15     | David Coulthard      | Red Bull RB2      | á 3 kola    |
| Kolo   | Odstoupili           | -                 | -           |
| 46     | Christijan Albers    | Midland M16       | -           |
| 41     | Takuma Sató          | Super Aguri SA06  | á 17 kol    |
| 25     | Nico Rosberg         | Williams FW28     | Tlak vody   |
| 23     | Sakon Yamamoto       | Super Aguri SA06  | Mimo trať   |
| 12     | Vitantonio Liuzzi    | Torro Rosso STR01 | Mimo trať   |
| 1      | Kimi Räikkönen       | McLaren MP4/21    | Mimo trať   |
| 0      | Tiago Monteiro       | Midland M16       | -           |

### Nejrychlejší kolo
- Michael Schumacher-Ferrari 248 F1- 1'28.005

### Vedení v závodě
- 1.-39. kolo Felipe Massa
- 40.-43. kolo Michael Schumacher
- 44.-58. kolo Felipe Massa

### Postavení na startu
- Žlutě rozhodující čas pro postavení na startu.
- Červeně - Výměna motoru / posunutí o 10 míst na startu

| *  | *                                 | *  | *                                      | Kvalifikace III.                      | Kvalifikace II.                       | Kvalifikace I.                         |
| -- | --------------------------------- | -- | -------------------------------------- | ------------------------------------- | ------------------------------------- | -------------------------------------- |
| 1  | Felipe Massa Ferrari 1'26,907     |    |                                        | Felipe Massa Ferrari 1'26,907         | Michael Schumacher Ferrari 1'25,850   | Felipe Massa Ferrari 1'27.306          |
|    |                                   | 2  | Michael Schumacher Ferrari 1'27,283    | Michael Schumacher Ferrari 1'27,283   | Jenson Button Honda 1'26,872          | Michael Schumacher Ferrari 1'27,385    |
| 3  | Fernando Alonso Renault 1'27,321  |    |                                        | Fernando Alonso Renault 1'27,321      | Fernando Alonso Renault 1'26,917      | Ralf Schumacher Toyota 1'27,668        |
|    |                                   | 4  | Giancarlo Fisichella Renault 1'27,564  | Giancarlo Fisichella Renault 1'27,564 | Felipe Massa Ferrari 1'27.059         | Fernando Alonso Renault 1'27,861       |
| 5  | Nick Heidfeld BMW 1'27,785        |    |                                        | Ralf Schumacher Toyota 1'27,569       | Ralf Schumacher Toyota 1'27,062       | Giancarlo Fisichella Renault 1'28,175  |
|    |                                   | 6  | Jenson Button Honda 1'27,790           | Nick Heidfeld BMW 1'27,785            | Kimi Räikkönen McLaren 1'27,202       | Nick Heidfeld BMW 1'28,200             |
| 7  | Kimi Räikkönen McLaren 1'27,866   |    |                                        | Jenson Button Honda 1'27,790          | Nick Heidfeld BMW 1'27,251            | Robert Kubica BMW 1'28,212             |
|    |                                   | 8  | Robert Kubica BMW 1'28,167             | Kimi Räikkönen McLaren 1'27,866       | Giancarlo Fisichella Renault 1'27,346 | Jenson Button Honda 1'28,222           |
| 9  | Mark Webber Williams 1'29,436     |    |                                        | Robert Kubica BMW 1'28,167            | Robert Kubica BMW 1'27,405            | Kimi Räikkönen McLaren 1'28,236        |
|    |                                   | 10 | Christian Klien Red Bull 1'27,852      | Mark Webber Williams 1'29,436         | Mark Webber Williams 1'27,608         | Christian Klien Red Bull 1'28,271      |
| 11 | Pedro de la Rosa McLaren 1'27,897 |    |                                        |                                       | Christian Klien Red Bull 1'27,852     | Mark Webber Williams 1'28,307          |
|    |                                   | 12 | Jarno Trulli Toyota 1'27,973           |                                       | Pedro de la Rosa McLaren 1'27,897     | Pedro de la Rosa McLaren 1'28,403      |
| 13 | Rubens Barrichello Honda 1'28,257 |    |                                        |                                       | Jarno Trulli Toyota 1'27,973          | Rubens Barrichello Honda 1'28,411      |
|    |                                   | 14 | Nico Rosberg Williams 1'28,386         |                                       | Rubens Barrichello Honda 1'28,257     | Jarno Trulli Toyota 1'28,549           |
| 15 | Ralf Schumacher Toyota 1'27,569   |    |                                        |                                       | Nico Rosberg Williams 1'28,386        | Nico Rosberg Williams 1'28,889         |
|    |                                   | 16 | David Coulthard Red Bull 1'29,136      |                                       | Christijan Albers Midland 1'28,639    | Christijan Albers Midland 1'29,021     |
| 17 | Scott Speed Torro Rosso 1'29.158  |    |                                        |                                       |                                       | David Coulthard Red Bull 1'29,136      |
|    |                                   | 18 | Vitantonio Liuzzi Torro Rosso 1'29,250 |                                       |                                       | Scott Speed Torro Rosso 1'29.158       |
| 19 | Tiago Monteiro Midland 1'29,901   |    |                                        |                                       |                                       | Vitantonio Liuzzi Torro Rosso 1'29,250 |
|    |                                   | 20 | Sakon Yamamoto Super Aguri 1'30,607    |                                       |                                       | Tiago Monteiro Midland 1'29,901        |
| 21 | Takuma Sató Super Aguri 1'30,850  |    |                                        |                                       |                                       | Sakon Yamamoto Super Aguri 1'30,607    |
|    |                                   | 22 | Christijan Albers Midland 1'28,639     |                                       |                                       | Takuma Sató Super Aguri 1'30,850       |

### Zajímavosti
- 75 nj kolo pro Michaela Schumachera
- První vítězství a pole positions pro Massu

| Pole position  | Vítězství      | Nej. kolo          |
| Brazílie       | Brazílie       | Německo            |
| Felipe Massa   | Felipe Massa   | Michael Schumacher |
| Ferrari 248 F1 | Ferrari 248 F1 | Ferrari 248 F1     |
| 1'26.907       | 1:28'51.082    | 1'28,005           |
| 221.119 km/h   | 208.903 km/h   | 218.360 km/h       |
| -------------- | -------------- | ------------------ |

### Stav MS
- Zelená - vzestup
- Červená - pokles

| *  | Jezdec               | Body |
| -- | -------------------- | ---- |
| 1  | Fernando Alonso      | 108  |
| 2  | Michael Schumacher   | 96   |
| 3  | Felipe Massa         | 62   |
| 4  | Giancarlo Fisichella | 52   |
| 5  | Kimi Räikkönen       | 49   |
| 6  | Jenson Button        | 36   |
| 7  | Juan Pablo Montoya   | 26   |
| 8  | Rubens Barrichello   | 22   |
| 9  | Nick Heidfeld        | 19   |
| 10 | Ralf Schumacher      | 18   |
| 11 | David Coulthard      | 14   |
| 12 | Pedro de la Rosa     | 14   |
| 13 | Jarno Trulli         | 10   |
| 14 | Jacques Villeneuve   | 7    |
| 15 | Mark Webber          | 6    |
| 16 | Nico Rosberg         | 4    |
| 17 | Christian Klien      | 2    |
| 18 | Vitantonio Liuzzi    | 1    |

| * | Vůz        | Body |
| - | ---------- | ---- |
| 1 | Renault    | 160  |
| 2 | Ferrari    | 158  |
| 3 | McLaren    | 89   |
| 4 | Honda      | 58   |
| 5 | Toyota     | 28   |
| 6 | BMW        | 26   |
| 7 | Red Bull   | 16   |
| 8 | Williams   | 10   |
| 9 | Toro Rosso | 1    |

| *  | Jezdec         | Body |
| -- | -------------- | ---- |
| 1  | Německo        | 137  |
| 2  | Španělsko      | 122  |
| 3  | Brazílie       | 84   |
| 4  | Itálie         | 63   |
| 5  | Velká Británie | 50   |
| 6  | Finsko         | 49   |
| 7  | Kolumbie       | 26   |
| 8  | Kanada         | 7    |
| 9  | Austrálie      | 6    |
| 10 | Rakousko       | 2    |